# Speedway Grand Prix 2002
Speedway Grand Prix 2002 vanns av Tony Rickardsson. Säsongen såg också seriens första besök utanför Europa. Det gick till speedwayfrälsta Australien och ett välfyllt olympiastadion i Sydney. Av kostnadsskäl blev inte besöket permanent.

## Delsegrare
| Datum        | Stad      | Vinnare          |
| ------------ | --------- | ---------------- |
| 11 maj       | Hamar     | Tony Rickardsson |
| 25 maj       | Bydgoszcz | Tomasz Gollob    |
| 8 juni       | Cardiff   | Ryan Sullivan    |
| 22 juni      | Krško     | Ryan Sullivan    |
| 6 juli       | Stockholm | Tony Rickardsson |
| 20 juli      | Prag      | Jason Crump      |
| 31 augusti   | Göteborg  | Leigh Adams      |
| 14 september | Chorzów   | Nicki Pedersen   |
| 28 september | Vojens    | Tony Rickardsson |
| 26 oktober   | Sydney    | Greg Hancock     |

## Slutställning
| Plats | Förare           | Poäng |
| ----- | ---------------- | ----- |
| 1     | Tony Rickardsson | 181   |
| 2     | Jason Crump      | 162   |
| 3     | Ryan Sullivan    | 158   |
| 4     | Leigh Adams      | 127   |
| 5     | Mikael Karlsson  | 122   |
| 5=    | Greg Hancock     | 122   |
| 7     | Tomasz Gollob    | 117   |
| 8     | Mark Loram       | 97    |
| 9     | Bill Hamill      | 95    |
| 10    | Lukáš Dryml      | 95    |